# موزه ریاست‌جمهوری رفسنجان
موزه ریاست جمهوری رفسنجان برای جمع‌آوری هدیه‌های رسمی و غیررسمی که در دوره ریاست جمهوری اکبر هاشمی رفسنجانی از سوی مردم، سازمان‌ها و کشورها به دولت تقدیم شده‌است در نظر گرفته شده‌است. برای سایر دوره‌های ریاست جمهوری در ایران نیز موزه‌های جداگانه‌ای وجود دارد. این هدایا شامل اشیای ملی و اسناد روابط سیاسی ایران است که اسناد ملی محسوب می‌شوند و تحت نظر سازمان اسناد و کتابخانه ملی ایران است .
موزه ریاست جمهوری رفسنجان در سال ۱۳۷۰ توسط شهوند یوسفی‌زاده (بعدها شرکت مهندسین مشاور آرشیکام) طراحی شد و در سال ۱۳۷۸ توسط سید محمد خاتمی افتتاح گردید. این ساختمان از ترکیب یک کره عظیم بتنی توخالی (به قطر ۳۰ متر) در داخل یک مکعب (که نمای خارج ساختمان می‌باشد) تشکیل شده‌است. این کره در داخل کار نورگیر اصلی را انجام داده و در بخش فوقانی جلوه‌ای از گنبد را تداعی می‌کند.
ساختمان اصلی بنا در سه طبقه اصلی و دو نیم‌طبقه جمعاً زیربنایی معادل ۵۰۰۰ متر مربع را ایجاد می‌کند که بجز حیاط مرکزی زیرزمین که بخشی از کره را اشغال نموده‌است، مابقی بنای مفید، در فضای میان کره و مکعب ایجاد شده‌است.
فضاهای اصلی بنا شامل اتاق‌های اداری، انبارهای موزه و اتاق‌های تحقیق در زیرزمین، فضای VIP در نیم‌طبقه همکف، آمفی‌تئاتر (شامل یک سالن اصلی ثابت و دو سالن گردان قابل استفاده با سالن اصلی یا به صورت مجزا)، کتابخانه و رستوران در طبقه اول، بخش‌های دیگری از کتابخانه و رستوران در نیم‌طبقه دوم و سرانجام سالن اصلی نگارخانه موزه در طبقه فوقانی می‌باشند.
کاربری اصلی بنا و طراحی اولیه آن بر مبنای محلی برای نگهداری از هدایای دوران ریاست جمهوری علی‌اکبر هاشمی رفسنجانی بود که اینک به جهت نبود ابنیه و فضای معادل در شهر رفسنجان، بیشتر به کتابخانه اصلی شهر و محل تجمع دانشجویان تبدیل گردیده‌است.
این موزه دارای هشت غرفه‌است :
- غرفه‌های دوران کهن با ۴۰شیء نفیس و گرانبها
- دوران معاصر با ۷۰شیء
- دوران ریاست مجلس و ریاست جمهوری هاشمی‌رفسنجانی با ۱۱۲شیء
- غرفه دوران سازندگی با ۱۱۷شیء و هدیه
- غرفه دفاع مقدس و شهدا با ۵۱شیء
- غرفه رفسنجان‌شناسی با ۴۵شیء